# Sport Huáscar
El Sport Huáscar fue un equipo de fútbol perteneciente al distrito de Distrito de Lima, del Departamento de Lima, del Perú. El club, se afilia a la Liga Peruana de Fútbol, en la División Intermedia de 1918. Luego es promovido a la Primera División de 1919.

## Historia
El club Sport Huáscar fue un club de fútbol peruano, perteneciente al Cercado de Lima. En sus comienzos del fútbol peruano, se enfrentó a equipos limeños contemporáneos de la época. Posteriormente se afilia a la División Intermedia en 1918, organizada por la Liga Peruana de Foot Ball. En esa temporada, logra mantenerse en las primeras posiciones y consigue ser promovido a la primera división de 1919.
Para el año de 1919, inicia su participación en la primera categoría. En esa temporada, el equipo se enfrenta a varios clubes importantes del momento como: Sport Alianza, Juan Bielovucic, Atlético Peruano, Sport Progreso, Jorge Chávez N° 2, Association Alianza, Alianza Chorrillos entre otros. 
En el año 1920, el Sport Huáscar desempeñó una campaña regular. A su vez, en ese mismo torneo muchos equipos no participaron en la primera división, por ende compitieron en la segunda categoría. Para el siguiente año, fue su última campaña en la primera división. El Sport Huáscar desde entonces, se mantuvo participando en la División Intermedia desde 1921 al 1929. Finalmente no se presentó más, a los campeonatos siguientes y desapareció.

## Datos del club
- Temporadas en División Intermedia: 10  (1918, 1921 al 1929 ).
- Temporadas en Primera División: 3 (1919, 1920 y 1921).
- Mejores Resultados:
  - Sport Huáscar 2:2 Sport Alianza (26 de junio de 1919)
- Peores Derrotas:
  - Sport Huáscar 1:2 Sport Alianza (2 de noviembre de 1919)

## Dato Informativo
- El club unos de los primeros equipos, que toman su nombre a base del Monitor Huáscar. Nave comandado por Miguel Grau, héroe nacional.

## Nota de Clubes No Relacionados

### Club Huáscar Barranco
El Club Huáscar Barranco (o simplemente Club Huáscar), es un club de fútbol fundado en el Distrito de Barranco, en el año 1914. Luego se afilió a la Liga de Balnearios del Sur por varios años. El club ascendió en 1929 a la Segunda División de Lima y Callao. Al año siguiente, participó en la primera serie de la segunda División, ocupando el séptimo puesto al final del certamen. Huáscar Barranco, enfrentó en la liga a los clubes Sucre F.C., José Gálvez, Juventud Gloria, entre otros.
En 1931, Huáscar Barranco, participa en la segunda serie o zona sur de la Segunda División de Lima y Callao. Logra clasificar entre los primeros lugares y
disputa la final de la Segunda División de Lima y Callao, con el Sport Boys Association. El club cae por 1-0, pero logra participar en el torneo de promoción a la División Intermedia. Huáscar Barranco derrota a su rival y accede a la División Intermedia 1932. La institución en 1932, logra posicionarse en el séptimo puesto de la División Intermedia. Desde entonces permaneció en la división por pocos años hasta su desaparición.
Este club fue contemporáneo con el club Sport Huáscar. A pesar de la semejanza del nombre, no guarda relación.

#### Indumentaria
| Titular 1 | Titular 2 |

## Enlaces
- Campeonato Peruano de Fútbol de 1919
- Campeonato Peruano de Fútbol de 1920
- Campeonato Peruano de Fútbol de 1921
- Detalle del Campeonato de 1919

- Datos: Q76762126